# Lucius Tarquinius Superbus
Lucius Tarquinius Superbus ook wel Tarquinius II de Hoogmoedige of Tarquinius de Arrogante was volgens de oud-Romeinse overlevering de zevende en laatste koning van Rome (534 - 509 v.Chr.), de laatste van de drie Etruskische koningen die Rome hebben geregeerd. Over zijn levensloop is weinig meer bekend dan hetgeen via Romeinse (bevooroordeelde) geschriften is overgeleverd.
Lucius Tarquinius Superbus was een zoon van Tarquinius Priscus. Nadat hij en zijn broer Arruns voor de opvolging van hun vader waren verdrongen door hun adoptiebroer Servius Tullius, wilde deze zich met hen verzoenen, en gaf hij hun zijn eigen dochters ten huwelijk. De oudste, Tullia, gehuwd met de in haar ogen te weinig ambitieuze Arruns, begon echter een relatie met haar zwager Lucius, die meer aan haar smaak beantwoordde. Samen vermoordden ze eerst hun broer en zus, waarna Tullia haar minnaar ertoe aanzette ook af te rekenen met haar vader. Daarop hitste Lucius Tarquinius de Senaat op tegen zijn Vader
, die in de straten van Rome werd afgemaakt, en hij nam zelf het bewind over.
Lucius voerde vanaf dat ogenblik, onder de passende naam Tarquinius Superbus (de trotse) een waar schrikbewind. Zo begon hij zijn regering met de terdoodveroordeling van de senatoren die zijn schoonvader gesteund hadden. Hij liet ook de panelen vernietigen waarop koning Servius zijn wetten had uitgevaardigd. De Senaat werd niet meer bijeengeroepen, want hij wilde alleen en onafhankelijk regeren. Hij verrijkte zich mateloos door willekeurig rijke patriciërs hun bezittingen te confisqueren en de armen zo hard te laten werken dat zij nauwelijks nog van slaven te onderscheiden waren. Wie het waagde een kritische stem te laten horen werd terechtgesteld. Het volk begon dan ook de koning steeds meer te haten. Toen er in het paleis een slang werd aangetroffen, beschouwde men dit als een kwaad voorteken, waarna Tarquinius boze dromen kreeg en zich nóg tirannieker begon te gedragen.
De algemene haat tegen Tarquinius Superbus bereikte een hoogtepunt toen zijn zoon Sextus als gevolg van een uit de hand gelopen braspartij het vrome meisje Lucretia verkrachtte, de vrouw van zijn neef Collatinus. Lucretia vertelde haar echtgenoot dat Sextus wel haar lichaam, maar niet haar ziel had onteerd. Zij liet hem zweren het haar aangedane onrecht te wreken en benam zich daarop het leven. Collatinus en zijn verwanten, onder wie Lucius Junius Brutus, zwoeren bij haar lijk om voor altijd een einde te maken aan het gehate koningschap. Brutus sprak op het Forum de bevolking toe, en herinnerde aan de misdaden van de Tarquinii. Een storm van verontwaardiging stak op. Toen koning Tarquinius, die in die dagen een militaire campagne nabij Ardea leidde, onverwijld naar de stad terugkeerde om de opstand in de kiem te smoren, vond hij de stadspoorten gesloten. Hij begreep dat de zaak voor hem verloren was, en vluchtte naar de Etrusken, met wie hij plannen beraamde om zich te wreken.
De Romeinen, die hun koning afgezet hadden en besloten dat zij in de toekomst nooit meer door koningen geregeerd wilden worden, maakten van die dag een nationale feestdag. Ieder jaar werd op 24 februari het feest van de onttroning en het begin van de Republiek gevierd.
Tarquinius stelde intussen alles in het werk om zijn troon te heroveren, en nam in het geheim contact op met zijn aanhangers in de stad. Het complot lekte echter uit, en ten einde raad wist Tarquinius eerst de Etrusken (onder Porsenna), en later de Latijnen over te halen om Rome de oorlog te verklaren. De verbetenheid waarmee de Romeinen hun pas veroverde vrijheid verdedigden, maakte hen tot uiteindelijke overwinnaars. Tarquinius, die in de strijd zijn zoon Sextus had zien sneuvelen, gaf de strijd op en vluchtte naar Cumae, waar hij later overleed.
De Romeinse Republiek was geboren. Vanaf die tijd kozen Senaat en Volk van Rome jaarlijks twee staatshoofden met gelijke macht: de consuls.